# Freie Vereinigung deutscher Gewerkschaft
Freie Vereinigung Deutscher Gewerkschaft (FVdG) (em português: Associação Livre de Sindicatos da Alemanha ou Livre Associação de Sindicatos da Alemanha) foi uma federação sindical ativa entre o fim do Império Alemão e o início da República de Weimar. Foi fundada em 1897 em Halle sob o nome de Vertrauensmänner-Zentralisation Deutschlands (Centralização de Representantes da Alemanha − VZD) como uma organização que coordenava, a nível nacional, as tendências regionalistas do movimento operário alemão. Os regionalistas rejeitavam a centralização do movimento operário após a abolição das Leis Antissocialistas em 1890 e defendiam uma organização federalista e com estruturas que garantissem a democracia de base. Em 1903, mudou o seu nome para Freie Vereinigung Deutscher Gewerkschaft.
Durante os anos que se seguiram à sua formação, a FVdG foi adotando posições cada vez mais radicais, ao ponto de defender que a greve geral deveria ser a principal arma dos operários durante os debates que o movimento socialista alemão realizou a respeito das ações grevistas. Ainda mais: considerava que a greve geral constituía o passo prévio para a revolução socialista e, consequentemente, mostrou-se cada vez mais crítica com a ação parlamentar do Partido Social-Democrata da Alemanha (SPD). O aumento do conflito interno fez com que diversos membros da FVdG foram expulsos do SPD em 1908 e com que as relações entre ambas as organizações ficassem absolutamente cortadas, o que favoreceu ainda mais o sucesso das posições anarquistas e especialmente sindicalistas revolucionárias na FVdG. Durante a Primeira Guerra Mundial, a FVDG rechaçou a política de colaboração - Burgfrieden - com o governo alemão que mantiveram tanto o SPD quanto outras organizações do movimento socialista alemão, mas, ao tempo, não foi capaz de organizar nenhuma resistência significativa e teve que continuar irregularmente com a sua atividade durante a guerra. Mas, imediatamente depois do início da Novemberrevolution (novembro de 1918 - agosto de 1919), a FVDG tornou-se rapidamente uma organização de massas, especialmente atraente para os mineiros do Vale do Ruhr que se opunham às políticas reformistas dos sindicatos principais. E em dezembro de 1919, a FVDG fusionou-se com diversas organizações da esquerda comunista para dar origem à União Livre de Trabalhadores da Alemanha (FAUD).

## Antecedentes
De acordo com Angela Vogel e Hartmut Rüber, Carl Hillmann, tipógrafo e líder sindicalista durante a década de 1870, foi o "pai intelectual" das tendências regionalistas e do movimento sindicalista revolucionário alemão. De acordo com os pesquisadores, Hillmann foi o primeiro sindicalista na Alemanha a propor a ideia de que os sindicatos, ao invés de simplesmente buscarem melhorias para a classe trabalhadora, teriam um papel fundamental na criação das condições para uma revolução socialista. Ele também defendeu a noção, que mais tarde seria adotada por anarcossindicalistas como Rudolf Rocker, de uma organização sindical federalista e descentralizada. Hans Manfred Bock, no entanto, não vê nenhuma evidência da influência de Hillmann sobre a FVdG.

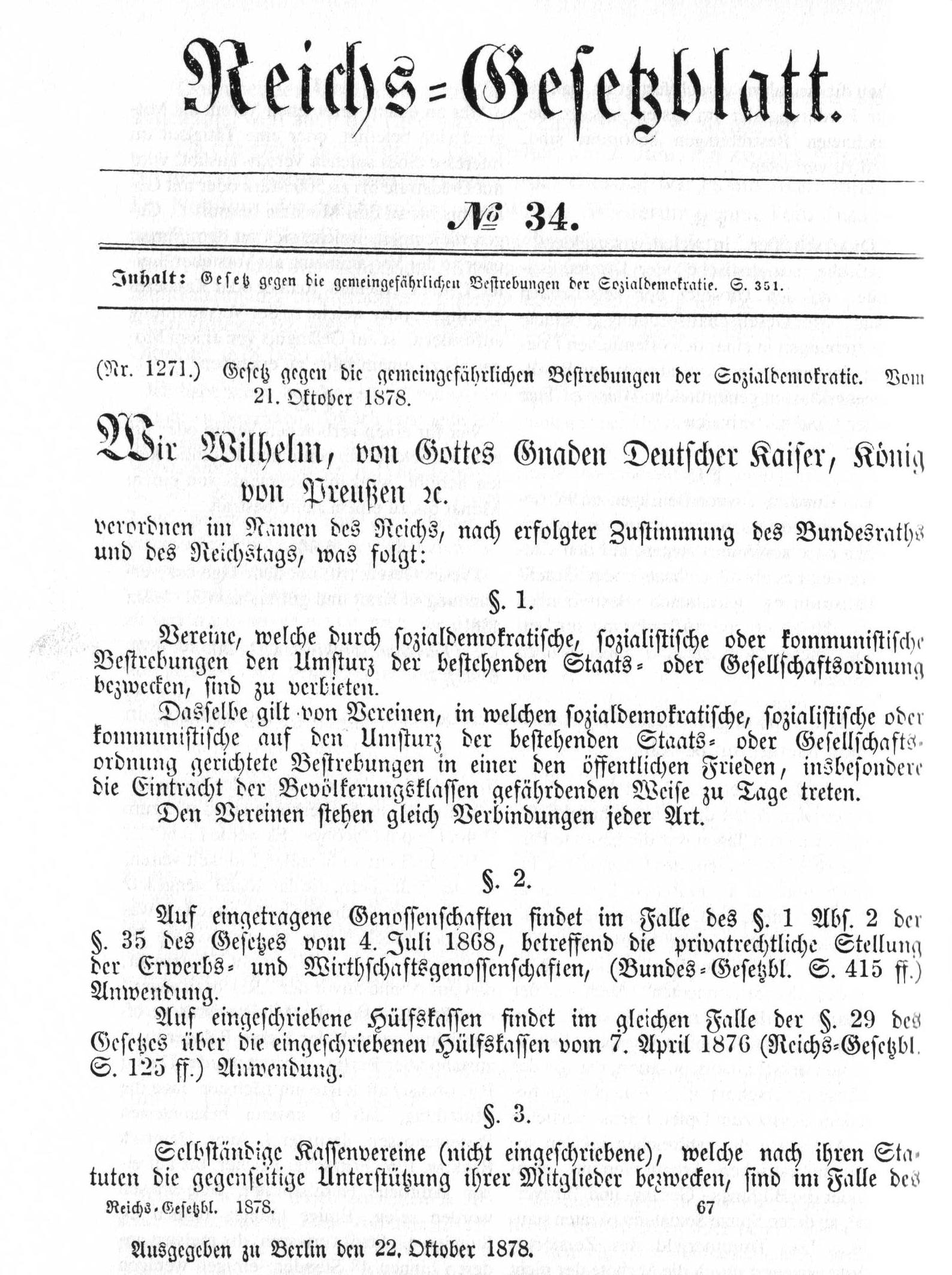
Publicação oficial da primeira das Leis Antissocialistas, de 1878

Entre 1878 e 1890, as Leis Antissocialistas aprovadas pelo parlamento alemão proibiram todos os sindicatos socialistas e suas atividades. Apenas algumas organizações locais, coordenadas através da comunicação entre seus delegados e que operavam clandestinamente, conseguiram sobreviver. Esse tipo de organização tinha mais facilidade de se proteger da repressão estatal. Com a supressão dessas leis em 1890, em 17 de novembro foi fundada uma organização coordenadora denominada Generalkommission der Gewerkschaften Deutschlands (Comissão Geral dos Sindicatos Alemães — GGD), com o objetivo de recentralizar o movimento socialista nos anos seguintes. Porém, em 1892, durante o Congresso Sindical de Halberstadt, um expressivo número de regionalistas opuseram-se a recentralização, visando manter algumas das mudanças que se introduziram na época de repressão: opuseram-se, por exemplo, à existência de duas organizações separadas, uma política e outra sindical, para atender questões políticas e econômicas, respectivamente. Ademais, visavam manter as suas estruturas que garantiam a democracia de base, e também defendiam que a coordenação entre os sindicatos locais fosse realizada através da comunicação entre seus delegados, ao invés de ser dirigida por um órgão central. Como suas propostas foram rejeitadas no Congresso de Halberstadt, os regionalistas se recusaram a juntar-se aos sindicatos centralizados, que formaram a Freien Gewerkschaften (União de Sindicatos Livres). Os regionalistas, por sua vez, não renunciaram à social-democracia, mas consideravam-se a vanguarda do movimento social-democrata alemão.
Os regionalistas foram particularmente influentes em Berlim, mas outros sindicatos regionalistas existiam no Império Alemão. Eles representavam, sobretudo, os pedreiros, carpinteiros e metalúrgicos. Por volta de 1891, havia pelo menos 20.000 metalúrgicos organizados em sindicatos regionalistas, tanto quanto na União dos Metalúrgicos Alemães, de estrutura centralista.

## Fundação

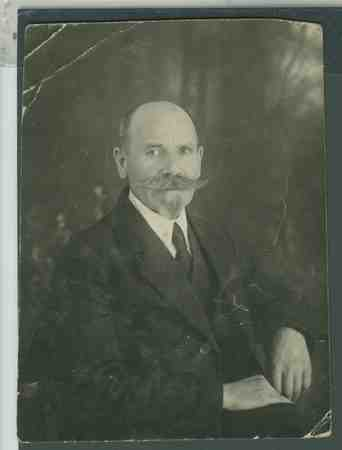
Fritz Kater

No Congresso de Halle de 1897, os regionalistas fundaram sua própria organização, a Vertrauensmänner-Zentralisation Deutschland (Centralização de Representantes da Alemanha − VZD). Estiveram presentes no Congresso um total de 37 delegados, representando 6.803 membros, dois terços dos quais procediam de Berlim e de Halle. Quase metade dos delegados eram trabalhadores da construção, enquanto 14 deles eram de profissões altamente especializadas. O Congresso aprovou a criação de uma comissão formada por cinco pessoas, encabeçada por Fritz Kater e estabelecida em Berlim para organizar ações políticas, ajuda e comunicações entre as organizações locais, que, de resto, mantinham a sua autonomia. Também foi criado o semanário Solidarität (Solidariedade), que no ano seguinte passou a se chamar Die Einigkeit (A Unidade).
A decisão de criar uma organização nacional deveu-se a vários fatores. Em primeiro lugar, os maiores sindicatos se encontravam cada vez mais reformistas e centralizados. Em segundo lugar, os regionalistas ganharam confiança após sua participação na greve operária de Hamburgo entre finais de 1896 e o início de 1897. Em terceiro lugar, a perda de afiliados na área de Berlim levou os regionalistas a se convencerem da necessidade de ação.
As relações entre a VZD e o Partido Social-Democrata Alemão (SPD) eram ambíguas: a VZD aliara-se com o SPD para aprovar o Programa de Erfurt, mas, ao tempo, o SPD era contrário à fundação da VZD e chamava os seus membros a abandonarem essa organização e unirem-se novamente aos sindicatos centralizados. Contudo, a VZD permanecia ligada ao SPD na medida em que o partido temia uma grande cisão.

## Primeiros anos
Os primeiros anos da VZD foram dominados pela discussão a respeito de como organizações locais podiam financiar greves, o que remetia na realidade para a questão da autonomia dessas organizações. Inicialmente, todo o apoio entre os sindicatos locais era voluntário, mas esse sistema começou a ser cada vez mais impraticável por volta de 1900, devido ao grande número de longas greves contra as quais os empregadores reagiram cada vez mais agressivamente, geralmente realizando demissões em massa. Em 1899, a Comissão Coordenadora sentiu-se obrigada a apoiar uma greve em Braunschweig, tendo que solicitar um empréstimo que foi pago com as quotas de ingresso e com doações dos sindicatos locais de Berlim. No ano seguinte, a Comissão mantinha uma dívida de 8.000 marcos. Uma parte da dívida foi pagada pelo SPD, e o restante pelos sindicatos locais.
Esta prática foi substituída em 1900 por um sistema muito mais complexo de taxas e doações destinadas a levantar o dinheiro para apoiar greves. Este sistema foi substituído em 1901 porque era impraticável. O novo sistema exigia que a Comissão Coordenadora e todos os sindicatos locais criassem fundos de greve. Os sindicatos locais receberiam apoio de Berlim sob certas circunstâncias, e o fundo da Comissão Coordenadora seria fornecido por todas os sindicatos membros em quantias proporcionais à sua composição e ao salário médio de seus membros. Esse sistema também se mostrou problemático porque penalizou os sindicatos maiores e cujos membros tinham melhor remuneração, especialmente aqueles dos trabalhadores da construção civil de Berlim, que tinham salários mais altos, mas também custos de vida mais altos. Entre 1901 e 1903, diversos sindicatos menores ingressaram na federação, mas os membros da VZD sentiam que o sistema de arrecadação para os fundos de greve havia afastado alguns sindicatos maiores. Em 1903, a VZD não só mudou o nome para Freie Vereinigung deutscher Gewerkschaft (Associação Livre de Sindicatos da Alemanha − FVdG), como decidiu voltar ao antigo sistema de contribuições voluntárias, que se manteve até 1914. A Comissão, encabeçada por Fritz Kater, trabalhou para garantir que os sindicatos contribuíssem o máximo que pudessem. Muitas vezes, a Comissão ameaçou os sindicatos com a expulsão, para poder arrecadar os fundos de greve. O próprio Kater denominou essa prática como uma pequena ditadura necessária ao movimento, mas, contudo, os sindicatos locais da FVdG mantinham uma autonomia muito maior em comparação com os órgãos locais dos sindicatos centralizados.

## Radicalização e expulsão do SPD
Durante a primeira década do século XX, a FVdG se radicalizou e se transformou em uma organização sindical de tendência anarquista. Esse processo iniciou-se em 1903 com a morte de Gustav Kessler, o ideólogo mais destacado da FVgG. Seu papel foi assumido pelo médico Raphael Friedeberg.
Ainda em 1903, uma disputa entre a FVdG e os sindicatos centralistas em Berlim levou a comissão do SPD a intervir para favorecer uma reunificação das duas alas do movimento sindical alemão. Durante as conversas, a FVdG chegou a diversos compromissos que causaram o rechaço de uma parte da sua base social e a saída de mais de um terço dos seus afiliados da organização. Porém, a FVdG nomeou ainda uma comissão específica para continuar as negociações com os sindicatos centralistas e reformistas. A FVdG exigia que os sindicatos centralistas aceitassem os seus princípios organizacionais como requisito prévio a uma unificação, sabendo que essa posição não era realista. Contudo, a própria FVdG tinha esperanças de que os setores mais claramente revisionistas da União dos Sindicatos Livres fossem expulsos do SPD durante os debates sobre as teses de Eduard Bernstein que se estavam a dar na organização política, o que, por sua vez, podia favorecer sua posição frente aos sindicatos centralistas.
A desilusão da FVdG com o movimento social-democrata cresceu durante os debates relativos à greve geral. O tema já tinha sido discutido na FVdG em 1901, e no Congresso do SPD de 1903 em Dresden, Raphael Friedeberg propôs o debate sobre o tema. A proposta foi rechaçada pelo Congresso. Porém, no ano seguinte, a proposta de Wilhelm Liebknecht e Eduard Bernstein para discutir o tema foi aceita, uma vez que tanto Liebknecht como Bernstein tinham posições distintas das de Friedeberg sobre a greve geral.
Liebknecht e Bernistein, assim como a ala esquerda do partido, não admitiam o uso da greve geral para provocar o Estado, mas apenas como um método de defesa de movimento operário, enquanto a facção mais conservadora do PSD opunha-se inclusive a essa posição. Já Friedeberg, em 1904, discursando em nome da FVdG, defendeu a greve geral como uma arma nas mãos do proletariado para forçar uma revolução socialista. Em 1905, assumiu posições ainda mais radicais sobre o assunto. Ele afirmou que o materialismo histórico, um dos pilares do marxismo, foi o culpado pela suposta impotência da social-democracia, introduzindo o conceito de "psiquismo histórico", sustentando que a psicologia humana era mais significativa para o desenvolvimento social do que as condições materiais. Friedeberg inclusive recomendou a leitura de autores anarquistas, especialmente as obras de Piotr Kropotkin ao invés das de Karl Marx.
A ideia de que o apelo à greve geral deveria ser utilizado somente como um último recurso tornou-se dominante no SPD, o que causou preocupação entre os conservadores do partido e entre os sindicalistas mais reformistas. Em uma reunião em fevereiro de 1906, os sindicalistas foram aplacados pelos líderes do partido, que disseram que tentariam impedir qualquer tentativa de greve geral a todo custo. O FVdG reagiu publicando os protocolos secretos da reunião em  Die Einigkeit , irritando a liderança do partido.
Na convenção de 1905 do SPD, August Bebel, propôs uma resolução que levasse todos os membros do partido a aderir aos sindicatos centralistas das suas respetivas profissões. Isso obrigaria os membros da FVdG a deixar o partido ou o sindicato. A resolução foi aprovada e aplicada em 1907. Com efeito, alguns membros da FVDG abandonaram-na para evitar a expulsão do SPD, mas na prática, isso favoreceu mais ainda as tendências anarquistas da FVdG, até que, em 1908, o Congresso do SPD em Nurembergue, aprovou a incompatibilidade da dupla militância no SPD e na FVdG.
A crescente influência do anarquismo e do sindicalismo revolucionário na FVdG também se correlaciona com uma ligeira mudança no meio, nas indústrias e nas regiões de onde a organização passou a atrair seus membros. Cerca de dois terços dos filiados da FVdG deixaram a organização, entre eles, muitos metalúrgicos e trabalhadores da construção, que possuíam uma tradição regionalista, mas deixaram a FVdG em função do crescente radicalismo. Em compensação, a FVdG aumentou sua influência entre os mineiros do vale do Ruhr, que não possuíam essa tradição, mas que desenvolveram um certo ceticismo com relação às estruturas burocráticas.

## Período pré-guerra
Após a ruptura com o SPD, a influência do anarquismo e do sindicalismo revolucionário cresceu sobre a FVdG, ao ponto de Kater chamar a Carta de Amiens, elaborada pela Confédération Générale du Travail (CGT) francesa, de "nova revelação". Embora não existisse um vínculo entre os intelectuais anarquistas alemães como Gustav Landauer ou Erich Mühsam e a FVdG, a organização teve entre os seus membros anarquistas influentes, entre os quais destacaram Andreas Kleinlein e Fritz Köster. A influência de ambos na organização cresceu a partir de 1908, e possibilitou que Klenlein e Köster fundassem o jornal Der Pionier com um tom muito mais agressivo do que o Die Einigkeit. Contudo, apesar destes avanços, a influência geral do anarquismo na FVdG ainda era marginal, especialmente entre as lideranças da organização. O próprio Kater se mostrava cético em relação a ideologia anarquista.

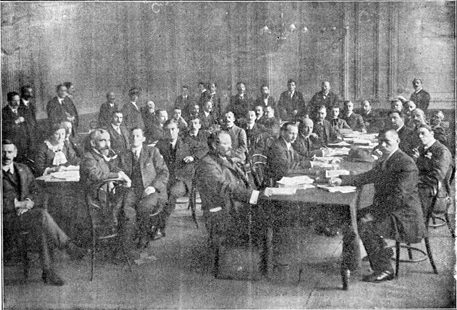
Sessão do Primeiro Congresso Sindicalista Internacional.

No âmbito internacional, a FVdG foi a primeira organização a apoiar publicamente a proposta lançada pela Industrial Syndicalist Education League (ISEL) britânica e pelo Nationaal Arbeids-Secretariaat (NAS) holandês de realizar um Congresso Sindicalista Internacional. Apesar das dificuldades para a organização do Congresso, entre as quais a recusa da CGT francesa em participar, uma vez que a organização já fazia parte da Federação Internacional de Sindicatos, o Primeiro Congresso Sindicalista Internacional ocorreu em Londres entre 27 de setembro e 2 de outubro de 1913, com a presença com delegados alemães, britânicos, suecos, dinamarqueses, holandeses, belgas, franceses, espanhóis, italianos, cubanos, brasileiros e argentinos, representando sindicatos e organizações políticas da Europa e da América Latina. Karl Roche, Carl Windhoff e Fritz Kater representaram a FVdG, e Kater copresidiu o Congresso junto de Jack Wills, que foi obrigado a renunciar e substituído por Jack Tanner. Os participantes do Congresso tiveram dificuldades em concordar sobre diferentes questões, sendo a principal fonte de conflito a possibilidade de se haver mais cismas no movimento operário europeu, tal como ocorrera na Alemanha e na Holanda. A FVdG concordou com os holandeses em fazer com que os sindicatos se posicionassem entre o sindicalismo revolucionário e o socialismo parlamentar, enquanto os delegados italianos, franceses e espanhóis, liderados por Alceste De Ambris, da Unione Sindacale Italiana (USI), estavam mais preocupados em impedir novas cisões. Em consequência, o Congresso estava fortemente dividido sobre a questão de saber se o seu propósito seria simplesmente ajudar a intensificar as relações internacionais entre os sindicatos ou se devia converter-se em passo prévio para a fundação de uma Internacional Sindicalista. As posições do primeiro grupo prevaleceram, mas o Congresso decidiu abrir um Bureau de Informação, com sede em Amesterdã, e que deveria publicar o Bulletin international du mouvement syndicaliste. Um segundo Congresso deveria ser realizado dois anos mais tarde em Amsterdã, o que não ocorreu, em razão da deflagração da Primeira Guerra Mundial. O Bulletin teve somente dezoito edições, antes de sua publicação ter sido interrompida, também em razão da guerra.

## Durante a Primeira Guerra Mundial
Pouco antes da Primeira Guerra Mundial, a FVdG denunciou o discurso antiguerra do SPD como uma "farsa completa". De fato, com o início do conflito, o SPD e os sindicatos centralistas aderiram à Burgfrieden, uma trégua entre os partidos de oposição, sindicatos e o Estado alemão. Sob este acordo, as estruturas dos sindicatos permaneceram intactas e o governo não reduziu salários durante a guerra. Em troca, os sindicatos não realizaram novas greves, finalizariam as que estavam a decorrer naquele momento, e se mobilizariam para apoiar os esforços de guerra. Em 1916, a Lei de Serviço Auxiliar de Guerra estabeleceu uma maior e mais estreita colaboração entre os patrões, os sindicatos e o Estado.
A FVdG, por sua vez, foi a única organização sindical do país que se recusou a fazer parte da Burgfrieden, sustentando que o patriotismo bélico era incompatível com o internacionalismo proletário e que a guerra apenas iria trazer mais exploração. E de fato, o salário médio caiu cerca 55% durante a guerra. Enquanto a maior parte do movimento operário alemão acusava a Rússia e o Reino Unido pelo início da guerra, a FVdG afirmava que a causa primordial do conflito era o imperialismo. A federação ainda criticou a crescente hostilidade contra operários estrangeiros, especialmente polacos e italianos, que trabalhavam na Alemanha. Chegou até a negar o conceito de nação e de identidade nacional invocados como suporte moral da guerra, e declarou que a guerra entre os Estados colidia frontalmente com o materialismo histórico, uma vez que as massas estariam indo para a guerra contra os seus interesses materiais.

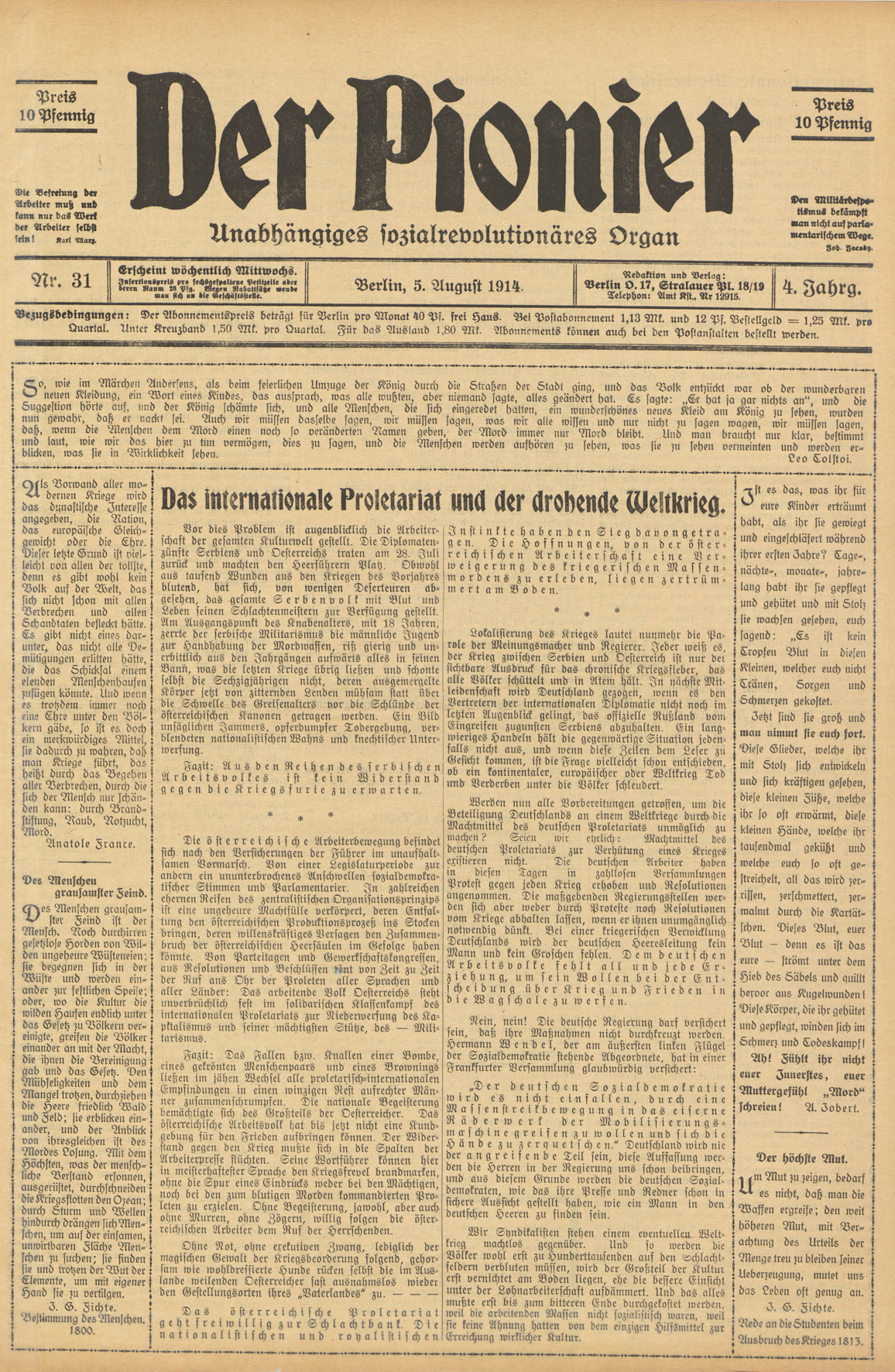
A última edição do períodico Der Pionier

Depois que Fritz Kater e Max Winkler reafirmaram o antimilitarismo sindicalista na edição de 5 de agosto de 1914 do periódico Der Pionier, o jornal foi encerrado. Três dias mais tarde, Die Einigkeit criticou a participação do SPD na guerra, e foi suprimido também. Rapidamente, a FVdG reagiu fundando um novo semanário, o Mittelungsblatt, que também foi encerrado em junho de 1915 e que levou novamente a FVdG a fundar um novo órgão, o Rundschreiben, que sobreviveu até maio de 1917. Nos primeiros dias da guerra, cerca de 30 ativistas da FVdG em Colônia, Elberfeld, Düsseldorf e Krefeld foram presos. A repressão governamental contra a FVdG foi forte, paralisando a maior parte das suas atividades. Além disso, metade dos operários da construção de Berlim, que compunham o maior sindicato da federação, foram obrigados a servir no exército. Em outros lugares, todos os membros da FVdG foram mobilizados para o combate. Consequentemente, a FVdG não pôde levar suas atividades para além dos esforços em manter suas estruturas ativas durante a guerra, além de denunciar publicamente a Burgfrieden e o militarismo em geral. Todavia, a FVdG recebeu certo apoio do exterior. A USI italiana, liderada por Armando Borghi, a NAS holandesa, bem como sindicalistas espanhóis, suecos, dinamarqueses e uma fração antimilitarista da CGT francesa apoiaram o antimilitarismo da FVdG.
Porém, dado o prolongamento da guerra, crescia também o fastio na Alemanha, e as primeiras greves desde o início do conflito começaram a eclodir a partir de 1915, cada vez com mais frequência e magnitude. A ação conciliadora dos sindicatos reunidos na Freien Gewerkschaften gerou conflitos no movimento operário, e os sindicatos centralistas perderam membros. Ao mesmo tempo, os deputados do SPD no Reichstag passaram a se dividir em relação ao apoio à guerra. E a Revolução de Fevereiro na Rússia foi interpretada pela FVdG como uma expressão do desejo popular pela paz e como uma mostra do poder da greve geral como passo prévio à revolução. A FVdG, porém, não emitiu opiniões sobre a Revolução de Outubro, uma vez que seu periódico Rundschreiben foi banido.

## Refundação como FAUD
Entre fevereiro e março de 1918, a FVdG influenciou greves na indústria armamentista, ainda que a organização tenha sido restabelecida em nível nacional somente em dezembro do mesmo ano. Em 14 de dezembro de 1918, Fritz Karter começou a editar o periódico Der Syndikalist em Berlim. Entre os dias 26 e 27 desse mês, Kater organizou uma conferência que contou com a presença de 33 delegados de 43 sindicatos locais. Os delegados refletiram sobre os tempos difíceis que haviam passado durante a guerra e orgulhosamente notaram que a FVdG foi o único sindicato que não precisou ajustar seu programa às novas condições políticas porque permaneceu fiel a seus princípios antiestatistas e internacionalistas. Os delegados presentes afirmaram sua oposição ao parlamentarismo e recusaram-se a participar da Assembleia Nacional de Weimar.
Na primavera de 1919, Karl Roche escreveu uma nova plataforma para a FVdG, intitulada "Was wollen die Syndikalisten? Programm, Ziele und Wege der Freien Vereinigung deutscher Gewerkschaften" (O que querem os sindicalistas? Programa, objetivos e meios da FVdG). Além de reafirmar os princípios do período pré-guerra, o documento apresenta uma crítica à democracia representativa, alegando que a participação em eleições desviava o operiariado da luta de classes, e clamavam pelo estabelecimento de uma ditadura do proletariado, posição que compartilhavam com o recentemente criado Partido Comunista da Alemanha (KPD) e com os Comunistas Internacionalistas da Alemanha (IKD). Entre o final de 1918 e o início de 1919, a FVdG tornou-se um dos principais agentes do movimento grevista no vale do Ruhr. Em 1 de abril de 1919, iniciou uma greve geral com o apoio do KPD e do Partido Social-Democrata Independente da Alemanha (USPD). Essa greve foi duramente reprimida pelo governo social-democrata, provocando o colapso dos sindicatos centralistas que aderiram à Burgfrieden e permitindo a FVdG expandisse rapidamente suas bases, especialmente na região industrial do Ruhr. Em agosto de 1919, a federação já contava com cerca de 60.000 membros.
O fim da colaboração entre a FVdG e o partidos de esquerda na região do Ruhr se deu quando Paul Levi, um comunista antissindicalista, chegou à presidência do KPD em março. Ao mesmo temo, os anarquistas Rudolf Rocker e Gustav Landauer aderiram à FVdG. Ambos opunham-se à colaboração com os comunistas e rapidamente ganharam influência na organização. Apesar disso, as seções da FVdG na Renânia e Vestfália formaram, junto aos comunistas de esquerda, a Freie Arbeiter Union (União Livre dos Trabalhadores − FAU) em setembro de 1919, organização na qual os membros da FVdG eram maioria.
Logo a unificação se deu em nível nacional. Após o XII Congresso da FVdG, celebrado entre 27 e 30 de dezembro, a organização passou a se denominar Freie Arbeiter Union Deutschlands (União Livre dos Trabalhadores da Alemanha − FAUD). A maior parte dos comunistas que permaneceram na FVdG abandonaram a nova organização em favor da Allgemeine Arbeiter-Union Deutschlands (União Geral de Trabalhadores da Alemanha − AAUD), fundada em fevereiro de 1920. Sem a oposição dos comunistas, a FAUD adotou a plataforma de Rudolf Rocker, que propunha um vínculo direto entre o sindicato e a ideologia anarquista e rechaçava a ditadura do proletariado e outras ideias e termos marxistas.